# 15651 Tlepolemos
15651 Tlepolemos eller 9612 P-L är en trojansk asteroid i Jupiters lagrangepunkt L4. Den upptäcktes 22 oktober 1960 av den nederländsk-amerikanske astronomen Tom Gehrels och det nederländska astronomparet Ingrid van Houten-Groeneveld och Cornelis Johannes van Houten vid Palomar-observatoriet. Den är uppkallad efter Tlepolemos i den grekiska mytologin.
Asteroiden har en diameter på ungefär 24 kilometer.